# François de Mercy-Argenteau

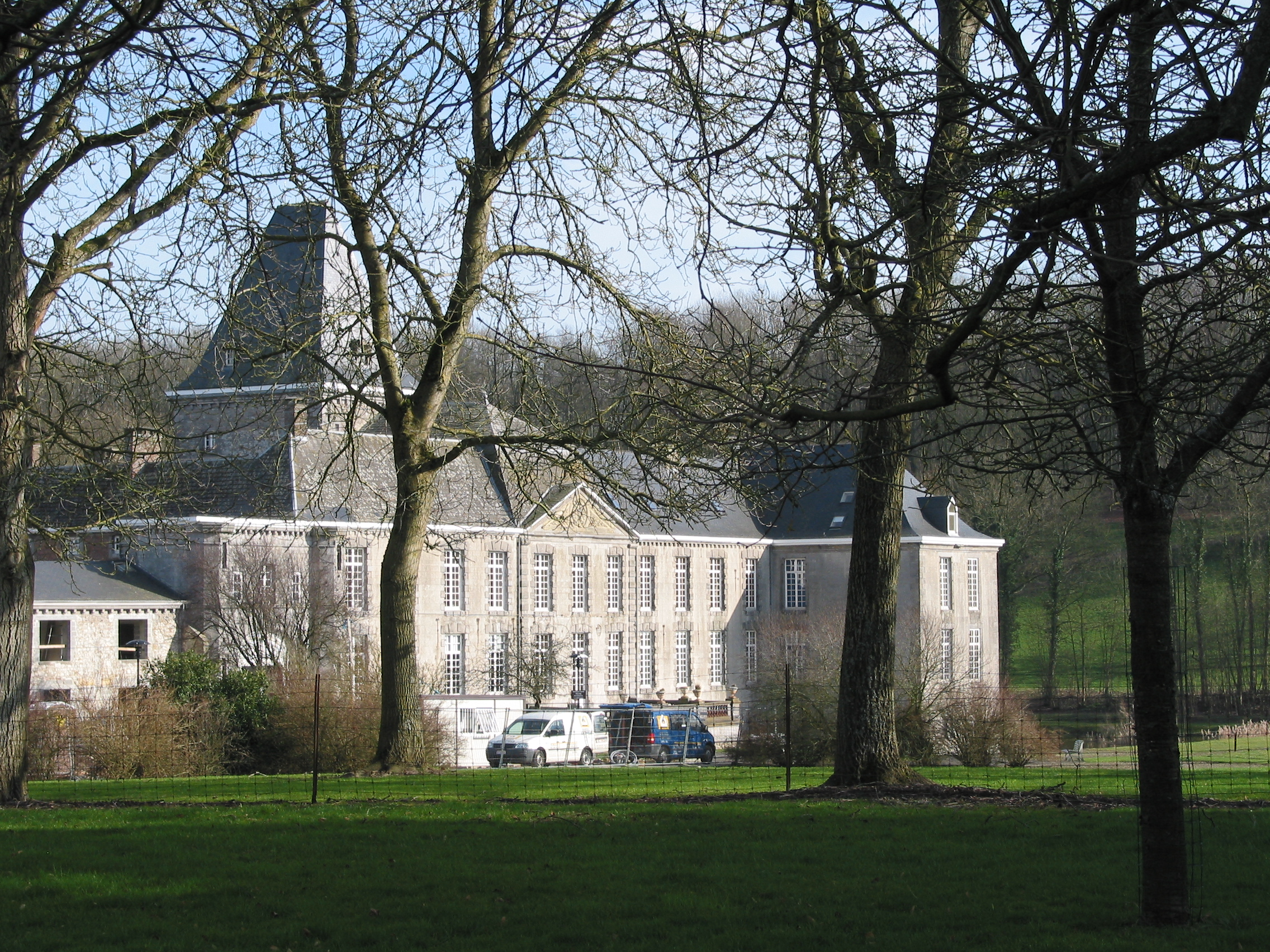
Het familiekasteel in Ochain van de familie de Mercy d'Argenteau en d'Argenteau d'Ochain

François Joseph Charles Marie de Mercy-Argenteau (Luik, 10 april 1780 - Argenteau, 25 januari 1869), uit een Luikse adellijke familie, was een Frans diplomaat en kamerheer onder Napoleon, na 1815 kamerheer en gouverneur onder het Verenigd Koninkrijk der Nederlanden.

## Levensloop
De Mercy was een zoon van graaf Joseph d'Argenteau en van gravin Marie-Antoinette de Limburg Stirum.
In 1794 werd hij algemeen legataris van zijn neef Florimond de Mercy-Argenteau en hij nam zijn naam over.
De jonge de Mercy-Argenteau sloot zich aan bij de aanhangers van consul Bonaparte en werd kamerheer van keizer Napoleon. Hij werd gevolmachtigd minister bij het koninkrijk Beieren. In 1810 werd hij bevorderd tot graaf in de empireadel.
In 1815 verlegde de Mercy-Argenteau zijn loyaliteit naar het Verenigd Koninkrijk der Nederlanden. Hij werd kamerheer van koning Willem I en de eerste gouverneur van Zuid-Brabant (1815-1818). In 1816 kreeg hij erfelijke adelserkenning en benoeming in de Ridderschap van de provincie Luik. Hij kreeg de titel van graaf, overdraagbaar op al zijn afstammelingen. Na 1830 behoorde hij tot de Belgische adel.
Zijn broer Charles Joseph d'Argenteau d'Ochain (1787-1879) werd eerst kolonel, en vervolgens priester, aartsbisschop en nuntius.
De Mercy trouwde met gravin Thérèse de Paar (Wenen, 12 juli 1778 - Parijs, 10 juli 1854). Ze kregen drie zoons en twee dochters, wat echter niet heeft belet dat de familie uitdoofde. De laatste mannelijke naamdrager, graaf Paul de Mercy-Argenteau, overleed in 1903 en de laatste naamdraagster, gravin Laure de Mercy-Argenteau in 1968.

## Publicatie
- Notre-Dame au Bois d’Argenteau (histoire de la famille d’Argenteau et Mercy-Argenteau).
- Mémoires inédits, Thone, Luik, 1919.